# Typologia leśna
Typologia leśna – część nauki o hodowli lasu polegająca na porównaniu różnych co do składu gatunkowego drzewostanu i warunków siedliskowych obszarów leśnych w ramach typów lasów.
Typ lasu jest określeniem umownym, a typ jako jednostka systematyczna w typologii leśnej pozwala rozgraniczać zespoły i formacje leśne.
Różnice w klimacie jakie występują na różnych kontynentach, zdecydowały o powstaniu różnych, odmiennych formacji leśnych np. lasów liściastych zrzucających liście na zimę, lasów iglastych czy też wiecznie zielonych lasów liściastych.
W granicach każdej formacji leśnej, na pewnych powierzchniach, różne gatunki drzew, którym odpowiadają miejscowe warunki glebowe i klimatyczne, tworzą zespoły leśne. Fragmenty lasu o podobnym składzie gatunkowym np. bór świerkowy, las bukowy czy też ols i jednakowych warunkach siedliskowych, zalicza się do tego samego typu zespołu leśnego.
Na ziemiach polskich typologię leśną zastosowano po raz pierwszy w 1889 roku podczas opisu drzewostanów Puszczy Białowieskiej. Wyodrębnione wtedy typy lasu nazwano inwentaryzacyjno-urządzeniowymi i były to pierwsze próby usystematyzowania zespołów leśnych wynikających z potrzeby praktyki leśnej.
W typologii współczesnej uwzględniono założenia kierunków opierających klasyfikację typów lasu na występujących różnicach w siedlisku i szacie roślinnej.
W celu ułatwienia gospodarki leśnej, a w szczególności hodowli lasu i oparcia jej na przyrodniczych podstawach zaszła potrzeba podziału kraju na jednostki przyrodniczo-leśne i opracowania dla nich szczegółowych zasad projektowania oraz technik hodowlanych.
Dla potrzeb gospodarki leśnej przyjęto podział Polski na krainy i dzielnice przyrodniczo-leśne.
Zgodnie z tym podziałem kraina przyrodniczoleśna stanowi jednostkę obejmującą obszary o zbliżonych warunkach fizjograficznych, należących do tego samego typu klimatycznego i pokrywających się z naturalnym występowaniem tych samych głównych gatunków drzew leśnych.
Granice krain przyrodniczo-leśnych pokrywają się w przybliżeniu z granicami krain geograficznych i klimatycznych oraz z naturalnymi zasięgami występowania drzew leśnych. Na tej podstawie wyodrębniono w Polsce 8 krain przyrodniczo-leśnych.
Typy siedliskowe lasu są wyróżnione na podstawie następującego zestawu cech:
1. położenie terenu w obrębie krainy przyrodniczo-leśnej,
2. postać próchnicy,
3. typ gleby,
4. pochodzenie geologicznego podłoża gleby,
5. skład mechaniczny gleby,
6. poziom wody gruntowej.

W uproszczeniu są to cechy takie jak: siedlisko borowe lub leśne (czynnik pośrednio związany z żyznością), wilgotność gleby (bagienna, wilgotna, świeża, sucha), dominant drzewostanu.
W leśnictwie stosuje się nieco inne kryteria niż w syntaksonomii, niemniej w wielu sytuacjach (np. na potrzeby wyznaczania siedlisk chronionych systemem Natura 2000) te różne systemy bywają łączone.